# 納法斯特
納法斯特是非洲東北部國家厄立特里亞的城鎮，由北紅海區負責管轄，位於首都阿斯馬拉以東約25公里，曾經是奴隸貿易的港口，海拔高度1,688米，2010年人口估計約4,765。
15°20′00″N 39°03′43″E / 15.33333°N 39.06194°E